# Рокингам
Рокингам (енгл. Rockingham) је град Аустралији у савезној држави Западна Аустралија. Према попису из 2006. у граду је живело 67.520 становника.

## Становништво
Према попису, у граду је 2006. живело 67.520 становника.
| 1991.  | 1996.  | 2001.  | 2006.  |
| ------ | ------ | ------ | ------ |
| 36,700 | 49,917 | 60,767 | 67,520 |